# (1462) Zamenhof
(1462) Zamenhof est un astéroïde de la ceinture principale découvert le 6 février 1938 par Yrjö Väisälä.
Cet astéroïde a été ainsi baptisé en hommage à Ludwik Lejzer Zamenhof (1859-1917), initiateur de la langue internationale espéranto. Yrjö Väisälä a d'ailleurs nommé un autre astéroïde (1421) Esperanto.

Son diamètre est de 25,82 km.
Sa désignation temporaire était 1938 CA.
Dans la culture espérantophone, il est cité comme étant l'un des Zamenhof Esperanto Objektoj (objets portant le nom de Zamenhof ou de l'espéranto) les plus éloignés de nous.